# 2a etapa del Tour de França de 2011
La 2a etapa del Tour de França de 2011 es disputà el diumenge 3 de juliol de 2011 sobre un recorregut de 23 km, amb sortida i arribada a Les Essarts, sota el format de contrarellotge per equips. El vencedor fou l'equip estatunidenc Garmin-Cervélo.

## Perfil de l'etapa
Contrarellotge completament plana pels voltants de Les Essarts, amb dos punts de control, a Boulogne (km 9) i a La Merlatière (km 16). Els temps es compten a partir del cinquè corredor de l'equip que travessi la línia d'arribada.

## Desenvolupament de l'etapa
La sortida dels equips es va fer cada 7', a partir de les 14h 30 i fins a les 16h 57, seguint l'ordre invers a la classificació general per equips en finalitzar la 1a etapa. A l'arribada el temps es prengué al cinquè corredor que travessa la línia d'arribada.
L'equip estatunidenc Garmin-Cervélo va ser el que guanyà l'etapa, sent aquesta la seva primera victòria al Tour en les quatre participacions. Va recórrer els 23 km en 24 minuts i 48 segons, superant en 4 segons els equips BMC Racing Team i Team Sky. L'equip Omega Pharma-Lotto, de Philippe Gilbert, portador del mallot groc, va acabar desè a 39 segons.
El noruec Thor Hushovd, de l'equip Garmin-Cervélo, es va fer amb el mallot groc, quedant classificat amb el mateix temps que el seu company d'equip David Millar, però beneficiat per haver aconseguit una millor posició en l'etapa anterior. Cadel Evans (BMC Racing Team) va ser tercer a 1 segon.
Alberto Contador, vigent vencedor, va ser 75è a 1 minut i 42 segons. Geraint Thomas (Team Sky), 4t, conservà el mallot blanc del millor jove.

## Classificació de l'etapa
|    | Equip                 | País          | Temps   |
| -- | --------------------- | ------------- | ------- |
| 1  | Garmin-Cervélo        | Estats Units  | 24' 48" |
| 2  | BMC Racing Team       | Estats Units  | + 04"   |
| 3  | Team Sky              | Regne Unit    | + 04"   |
| 4  | Team Leopard-Trek     | Luxemburg     | + 05"   |
| 5  | Team HTC-High Road    | Estats Units  | + 05"   |
| 6  | Team RadioShack       | Estats Units  | + 10"   |
| 7  | Rabobank ProTeam      | Països Baixos | + 12"   |
| 8  | Saxo Bank-Sungard     | Dinamarca     | + 28"   |
| 9  | Astana Qazaqstan Team | Kazakhstan    | + 32"   |
| 10 | Omega Pharma-Lotto    | Bèlgica       | + 39"   |
| 11 | FDJ                   | França        | + 46"   |

|    | Equip                  | País          | Temps    |
| -- | ---------------------- | ------------- | -------- |
| 12 | Team Europcar          | França        | + 50"    |
| 13 | AG2R La Mondiale       | França        | + 53"    |
| 14 | QuickStep Cycling Team | Bèlgica       | + 56"    |
| 15 | Liquigas-Cannondale    | Itàlia        | + 57"    |
| 16 | Saur-Sojasun           | França        | + 1' 02" |
| 17 | Lampre-ISD             | Itàlia        | + 1' 04" |
| 18 | Team Katusha           | Rússia        | + 1' 04" |
| 19 | Movistar Team          | Espanya       | + 1' 09" |
| 20 | Vacansoleil-DCM        | Països Baixos | + 1' 15" |
| 21 | Cofidis                | França        | + 1' 20" |
| 22 | Euskaltel–Euskadi      | Espanya       | + 1' 22" |

## Classificació general
|    | Ciclista             | Equip             | Temps      |
| -- | -------------------- | ----------------- | ---------- |
| 1  | Thor Hushovd         | Garmin-Cervélo    | 5h 06' 25" |
| 2  | David Millar         | Garmin-Cervélo    | m. t.      |
| 3  | Cadel Evans          | BMC Racing Team   | + 1"       |
| 4  | Geraint Thomas       | Team Sky          | + 4"       |
| 5  | Linus Gerdemann      | Team Leopard-Trek | + 4"       |
| 6  | Frank Schleck        | Team Leopard-Trek | + 4"       |
| 7  | Fabian Cancellara    | Team Leopard-Trek | + 4"       |
| 8  | Edvald Boasson Hagen | Team Sky          | + 4"       |
| 9  | Manuel Quinziato     | BMC Racing Team   | + 4"       |
| 10 | Andy Schleck         | Team Leopard-Trek | + 4"       |

|    | Ciclista         | Equip              | Total  |
| -- | ---------------- | ------------------ | ------ |
| 1r | Philippe Gilbert | Omega Pharma-Lotto | 45 pts |
| 2n | Cadel Evans      | BMC Racing Team    | 35 pts |
| 3r | Thor Hushovd     | Quick Step         | 30 pts |

|    | Ciclista         | Equip              | Total |
| -- | ---------------- | ------------------ | ----- |
| 1r | Philippe Gilbert | Omega Pharma-Lotto | 1 pt  |

|    | Ciclista             | Equip              | Temps      | Temps |
| -- | -------------------- | ------------------ | ---------- | ----- |
| 1r | Geraint Thomas       | Team Sky           | 5h 06' 29" |       |
| 2n | Edvald Boasson Hagen | Team Sky           | m. t.      |       |
| 3r | Tejay van Garderen   | Team HTC-High Road | + 01"      |       |

|    | Equip             | Temps       | Temps |
| -- | ----------------- | ----------- | ----- |
| 1r | Garmin-Cervélo    | 14h 29' 39" |       |
| 2n | BMC Racing Team   | + 1"        |       |
| 3r | Team Leopard-Trek | + 4"        |       |

## Abandonaments
No es produí cap abandonament durant la disputa de la primera etapa.